# Estación Poortwachter
Poortwachter es una parada de tranvía dentro de la ciudad de Amstelveen, Países Bajos. La parada da servicio a la línea de Tranvía Línea 25, Su nombre deriva de la calle que cruza el mismo nombre, la cual a su vez lleva el nombre de la profesión de portero. La línea 25, denominada Amsteltram antes de recibir su número de línea, se inauguró oficialmente el 13 de diciembre de 2020, extraoficialmente 4 días antes, el 9 de diciembre.
Poortwachter fue anteriormente una parada de la línea 51 del metro, un servicio híbrido de metro/sneltram (tren ligero) y fue la terminal sur de esa línea antes de que se extendiera a Westwijk en 2004. Al igual que un metro, el sneltram usaba plataformas de alto nivel. El servicio de la línea 51 del metro al sur de la estación Amsterdam Zuid se cerró en 2019 para reconstruir estaciones para plataformas inferiores a fin de acomodar los nuevos tranvías de piso bajo para la línea 25.
El servicio de la línea 51 del metro al sur de la Estación Amsterdam Zuid se cerró en 2019 para reconstruir estaciones con plataformas más bajas para acomodar los nuevos tranvías de piso bajo para la línea 25.